# Trennmoor
Der Heideweiher Trennmoor ist ein schlattähnliches Kleingewässer in der Gemeinde Visbek. Charakteristisch für das Trennmoor ist die mit Weiden und anderen feuchtigkeitsliebenden Bäumen sowie mit Schilf bewachsene Insel in seiner Mitte. Der nördliche Teil des Trennmoors – einschließlich der Insel – ist auf dem Gebiet der Ortschaft Visbek gelegen, während der südliche Teil der Visbeker Bauerschaft Astrup zugehört.
Das Trennmoor entstand als Windausblasungsmulde im Periglazialgebiet der letzten Eiszeit, als keine Pflanzen wachsen konnten und der Boden den Kräften der Verwitterung, Verlagerung und Umlagerung ausgesetzt war.
Sowohl Zu- als auch Ablauf erfolgen über den Lutter Mühlenbach, der seine Quelle nur wenige hundert Meter nordnordöstlich des Trennmoors hat, direkt an der Weser-Ems-Wasserscheide. Das Gebiet dieses Bachs wird durch das Vechtaer Wasserwerk zur Wassergewinnung genutzt, insofern liegt insbesondere sein Oberlauf meist trocken.
Der Ursprung des Namens ist auf die beiden Wörter „Trenn“ und „Moor“ zurückzuführen. „Trenn“ ist dabei auf die runde Form des Weihers bezogen (trenn/trennt = rund). „Moor“ hingegen ist auf die Begebenheit zurückzuführen, dass ein Landwirt, der seine Hofstelle in unmittelbarer Nähe des Weihers hatte, um 1880 im Uferraum – wenn auch in geringen Mengen – Torf abbaute. Die Nutzung beschränkte sich wohl nur in Einzelfällen auf die Gewinnung von Torf. Heute dient das Trennmoor ausschließlich der Naherholung und dem Angelsport. 
Das Trennmoor beheimatet viele der heimischen, für Binnengewässer typischen Fischarten wie beispielsweise den Aal, den Hecht und den Karpfen. Außerdem bietet es vielen Vogelarten, wie etwa dem Fischreiher, einen idealen Lebensraum. Einst war am Trennmoor die seltenen Blumenbinse heimisch. Auch heute finden sich insbesondere in der breiten Verlandungszone des Weihers viele seltene Pflanzenarten. 
Trotz zunehmender Eutrophierung durch die umliegenden intensivlandwirtschaftlich genutzten Flächen und einer nahegelegenen Hofstelle mit Massentierhaltung deutet die hohe Artenvielfalt auf eine gute Wasserqualität hin. 
Das Trennmoor ist als Naturdenkmal besonders geschützt.